# Brevipalpus ruelliae
Brevipalpus ruelliae är en spindeldjursart som beskrevs av Baker och James P. Tuttle 1987. Brevipalpus ruelliae ingår i släktet Brevipalpus och familjen Tenuipalpidae. Inga underarter finns listade.